# أبو القاسم هبة الله البوصيري
أبو القاسم هبة الله بن علي بن سعود بن ثابت بن هاشم بن غالب الأنصاري الخزرجي المنستيري الأصل البوصيري المصري. أديب وكاتب، مسند الديار المصرية.
ولد سنة 506 هـ. سمع مع السلفي من أبي صادق مرشد بن يحيى المديني، ومحمد بن بركات السعيدي، وأبي الحسن علي بن الفراء، والفقيه سلطان بن إبراهيم المقدسي، والخفرة بنت فاتك، وجماعة. أجاز له أبو عبد الله بن الحطاب الرازي، وأبو الحسن بن الفراء. وسمع من الرازي أيضا، ومن السلفي، وحدث واشتهر اسمه، ورُحل إليه. حدث عنه الحفاظ: عبد الغني، وابن المفضل، والضياء، وابن خليل، وأبو الحسن السخاوي، وأبو سليمان بن الحافظ، وخطيب مردى، وأبو بكر بن مكارم، وأبو عمرو بن الحاجب، وإسماعيل بن عزون، وإسماعيل بن صارم، وعبد الله بن علاق، وعبد الغني بن بنين، وعدد كثير. أجاز لأحمد بن أبي الخير. قال الضياء: «كان قد ثقل سمعه، وكان يسمع بأذنه اليسرى أجود، وكان شرسا، شاهدته وشيخنا عبد الغني يقرأ عليه من البخاري حديث لا إله إلا الله وحده لا شريك له فقال: ليس فيها يحيي ويميت».

## وفاته
توفي البوصيري في ثاني شهر صفر سنة 598 هـ.